# Controversias sobre Dungeons & Dragons
El juego de rol Dungeons & Dragons (D&D), que recibe una atención significativa en los medios y en la cultura popular, ha sido objetivo de numerosas controversias. Este juego a veces recibió una cobertura negativa, especialmente a principios de la década 1980 durante sus primeros años de existencia. Debido a que el término D&D puede usarse erróneamente para referirse a todo tipo de juegos de rol, algunas controversias con respecto a D&D se refieren erróneamente a los juegos de rol en general o al género literario de fantasía. Parte de las controversias se refieren al juego y su supuesto impacto en quienes lo juegan, mientras que otras se refieren a cuestiones comerciales en la compañía editorial original del juego, TSR. El juego actualmente es propiedad intelectual de Wizards of the Coast.
En varios momentos de su historia, Dungeons & Dragons (D&D) ha recibido publicidad negativa por supuesta promoción del satanismo, brujería, suicidio, pornografía y asesinato. El pánico moral, o sentimiento de miedo se extendió entre muchas personas sobre que algún mal amenazara el bienestar de la sociedad en torno a los juegos de rol, que alcanzó su punto máximo en la década 1980. En 2016, The New York Times informó que el pánico moral sobre Dungeons & Dragons había disminuido.
D&D había sido acusado de retratar a caucásicos, asiáticos y africanos de forma racista. Esta crítica se extiende a la representación de D&D de los estereotipos raciales negativos en algunos de sus "monstruos", como los orcos y los elfos oscuros. Se hicieron intentos para solucionar algunos de estos problemas en el lanzamiento de ciertos libros de reglas suplementarios de la quinta edición de D&D.
D&D está prohibido por la prisión Waupun de Wisconsin argumentando que "promueve actividades relacionadas con pandillas" y por la Institución Correccional del Estado de Idaho como parte de su prohibición general de los juegos de rol. D&D ha sido criticado por algunos por insinuaciones religiosas, incluidos Peter Leithart, George Grant y William Schnoebelen.
D&D ha estado involucrado en algunas disputas menores de licencias y marcas registradas, y parte del material tuvo que cambiarse o eliminarse para cumplir con las preocupaciones de propiedad intelectual. Por ejemplo, se cambió el nombre de los hobbits a halflings (medianos) para evitar problemas de derechos de autor con las obras de la Tierra Media del escritor J. R. R. Tolkien.
Hubo algunas disputas internas en la empresa matriz de D&D, TSR Inc. Estas disputas involucraron a los creadores de juegos Dave Arneson y Gary Gygax. También hubo una disputa entre Gygax y su socio comercial Brian Blume.

## Inquietudes sobre el satanismo y suicidios
En varios momentos de su historia, Dungeons & Dragons (D&D) ha recibido publicidad negativa por la supuesta o percibida promoción de prácticas como el satanismo, brujería, suicidio, pornografía y asesinato. Especialmente durante la década 1980, ciertos grupos religiosos acusaron al juego de fomentar la brujería y la veneración de los demonios. A lo largo de la historia de los juegos de rol, muchas de estas críticas no han estado dirigidas específicamente a D&D, sino que tocan el género de los juegos de rol de fantasía en su conjunto.
El concepto de Dungeons & Dragons como satánico estaba vinculado al concepto de abuso ritual satánico, en el que ambos presumían la existencia de grandes cultos y sociedades satánicos organizados. Fuentes como el tratado Dark Dungeons de Chick Publications retratan a D&D como si se tratara de una herramienta de reclutamiento para estas organizaciones.

### Mazes and Monsters
A medida que la afición por los juegos de rol comenzaba a crecer, se vinculó en 1979 con la desaparición de James Dallas Egbert III, de 16 años. Egbert intentó suicidarse en los túneles de servicios públicos debajo del campus de la Universidad Estatal de Míchigan y luego desapareció durante un mes. Los padres de Egbert contrataron al investigador privado William Dear para buscar a su hijo. Dear descubrió que Egbert jugaba a Dungeons & Dragons y también escuchó rumores de que los estudiantes entraron en los túneles de vapor para jugar una versión de acción en vivo del juego. Dear sabía muy poco sobre el juego en ese momento y especuló con la prensa que Egbert se habría perdido dentro de los túneles de vapor durante una de esas sesiones. La prensa informó en gran medida ese historia como si fuera un hecho, que sirvió como núcleo de un rumor persistente sobre tales "incidentes de túneles de vapor". Los intentos de suicidio de Egbert y su suicidio al año siguiente (por disparos autoinfligidos) no tenían conexión con D&D, y habían sido el resultado de una depresión clínica y un gran estrés.
Rona Jaffe publicó Mazes and Monsters en 1981, una novela de ficción con una trama bastante similar al caso Egbert. El libro fue adaptado a una película para televisión en 1982 llamada Mazes and Monsters, protagonizada por un por entonces desconocido Tom Hanks. En 1983, la película canadiense Skullduggery representó un juego de rol similar a D&D como una herramienta del diablo para transformar a un joven en un asesino en serie. La novela The Big U de Neal Stephenson de 1984 que satiriza la vida universitaria, incluye una serie de incidentes similares en los que un jugador de rol de fantasía de acción real muere en un accidente en un túnel de vapor.
El investigador privado, William Dear, aclaró lo que descubrió en el libro The Dungeon Master de 1984, en el que rechazó cualquier vínculo entre D&D y la desaparición de Egbert. Dear reconoció que la madre dominante de Egbert y las luchas con su propia sexualidad eran lo que tenían más que ver con las causas de sus problemas que con su interés en los juegos de rol.
La publicidad que rodeó la novela y la película Mazes and Monsters aumentó la inquietud del público con respecto a los juegos de rol. Sin embargo, también aumentó considerablemente las ventas de manuales de juegos de D&D, lo que sumó una difusión mayor al éxito del juego. Por ejemplo, "las ventas del Set Básico aumentaron drásticamente. Justo antes del incidente del túnel de vapor, el Set Básico podría haber vendido 5000 copias al mes. Pero para fines de 1979, comercializaba más de 30.000 copias por mes, y solo subiría a partir de ahí".

### Patricia Pulling y BADD
Patricia Pulling era una activista antiocultismo de Richmond, Virginia y la fundadora de Bothered About Dungeons & Dragons (BADD). Este grupo de defensa de una sola persona se dedicó a la eliminación de Dungeons & Dragons y otros juegos similares. Pulling fundó BADD en 1982 después de que su hijo Irving muriera por suicidio; continuó profesando su beligerancia hasta que falleció en 1997. Como su hijo había jugado a D&D, presentó una demanda por homicidio culposo contra el director de la escuela secundaria de su hijo, haciéndolo responsable de lo que, según ella, era una maldición de D&D colocada sobre su hijo poco antes de su muerte. Más tarde presentó una demanda contra TSR, los editores del juego en ese momento.
El caso contra TSR fue desestimado en 1984, y la mayoría de los reclamos de Pulling fueron refutadas por los periodistas. En 1990, el autor de ciencia ficción y fantasía Michael A. Stackpole escribió The Pulling Report, una revisión muy crítica de los métodos de recopilación de datos, análisis e informes de Patricia Pulling y BADD. Cuando se desestimaron las demandas de Pulling, ella fundó BADD y comenzó a publicar información para promover su creencia de que D&D alentaba el satanismo, violaciones, suicidio y una letanía de prácticas inmorales e ilegales.
BADD efectivamente dejó de existir después de que Pulling muriera de cáncer en 1997.

### Especial de60 Minutes
En 1985, se emitió un segmento de 60 Minutes. Fue presentado por Ed Bradley, quien declaró: "[Dungeons & Dragons] se ha vuelto popular entre los chicos desde la escuela primaria en adelante. No es tanto así con muchos adultos que piensan que se ha relacionado con una serie de suicidios y asesinatos". Contó con entrevistas con Gary Gygax, cocreador de Dungeons & Dragons; el Dr. Thomas Radecki, presidente de la Coalición Nacional sobre la Violencia en la Televisión; y Patricia Pulling, cuyo hijo se había suicidado. También incluyó entrevistas con padres de jugadores del juego, que presuntamente habían asesinado a personas y se habían suicidado en relación con el juego. Radecki intentó relacionar al juego con 28 asesinatos y suicidios. En respuesta, Gygax dijo: "Esto es una fantasía. Nadie es martirizado, no hay violencia allí. Usando la analogía con otro juego, ¿quién está en bancarrota por una partida de Monopoly? Nadie lo está. El dinero no es real. No existe ningún vínculo, excepto quizás en la mente de aquellas personas que buscan desesperadamente cualquier otra causa a parte de sus propios fracasos como padres".

### Lieth Von Stein
Un caso de asesinato en 1988 en Washington, Carolina del Norte, trajo a Dungeons & Dragons una publicidad más desfavorable, porque estaban involucrados miembros de un grupo de juego de Dungeons & Dragons. Chris Pritchard, un estudiante de la Universidad Estatal de Carolina del Norte, supuestamente planeó el asesinato de su padrastro, Lieth Von Stein, por su fortuna de $ 2 millones. Von Stein y su esposa Bonnie (la madre de Pritchard) fueron golpeados y apuñalados por un asaltante enmascarado en su dormitorio, dejando al esposo herido de muerte y a la esposa gravemente herida.
Chris Pritchard tenía un historial de antagonismo mutuo con su padrastro, y los investigadores se enteraron en el transcurso de un año que Pritchard se había involucrado con las drogas y el alcohol mientras asistía a NCSU. Pero las autoridades se centraron en su grupo de juego de roles después de que un mapa del juego que mostraba la casa Von Stein apareciera como evidencia física. Los amigos de Pritchard, Neal Henderson y James Upchurch, estuvieron implicados en un complot para ayudar a Pritchard a matar a su padrastro. Los tres jóvenes fueron a la prisión estatal en 1990. Desde entonces, Henderson y Pritchard han sido puestos en libertad condicional. La sentencia de muerte de Upchurch fue conmutada por cadena perpetua en 1992; está cumpliendo su mandato.
Los autores de crímenes reales Joe McGinniss y Jerry Bledsoe se guiaron por el ángulo de los juego de rol en su investigación. Se prestó mucha atención a la influencia y el poder de Upchurch como Dungeon Master. El libro de Bledsoe, Blood Games, llegaría a ser adaptado en una película para televisión, Honor Thy Mother, en 1992. Ese mismo año, el libro de McGinniss fue adaptado a una miniserie de televisión de dos partes, Cruel Doubt, dirigida por Yves Simoneau. Ambas películas de televisión mostraban manuales de Dungeons & Dragons con ilustraciones manipuladas para dar a entender que habían inspirado el asesinato.

### TSR descarta los monstruos satánicos
La controversia sobre el juego provocó un gran impulso en las ventas de 2,3 millones de dólares en 1979 a 8,7 millones a fines de 1980 en un efecto Streisand con la publicidad. Sin embargo, el pánico moral en la década 1980 condujo a TSR a eliminar las referencias a demonios, diablos y otros monstruos sobrenaturales potencialmente controvertidos de la segunda edición de AD&D, publicada en 1989. Los diablos y los demonios pasaron a llamarse baatezu y tanar'ri, respectivamente, y "a menudo se los denominaba como fiends en el texto, pero aquellas palabras con 'D' nunca se pronunciaron oficialmente durante muchos años dentro del juego, aunque muchos fans todavía se referían a ellos por sus nombres originales en sus propias mesas de juego. Las descripciones de cada raza se enfocaron más en el aspecto extradimensional de su existencia [...] El conflicto entre las dos razas (conocido como la Guerra de Sangre) también se convirtió en el centro de sus acciones, que reemplazó a la seducción de los mortales".
El pánico moral en torno a los juegos de rol alcanzó su punto máximo en la década 1980. Un estudio de 2005 destacó que después de 1992, no pudo encontrar "ninguna carta, artículo o editorial sobre el tema, excepto varios exámenes retrospectivos de la historia de los juegos entre 1997 y 2000 y un artículo que trata sobre los prejuicios contra los cristianos dentro de la comunidad de juegos [Dungeon, Dragon, Breakout, Critical miss y Places to go People to Be] en 1999".

### Wizards of the Coast relaja las restricciones
En 1997, Wizards of the Coast compró TSR. A fines de la década 1990, Wizards of the Coast comenzó a reintroducir terminología en la segunda edición que TSR había descartado anteriormente. Este cambio se vio en libros como A Paladin in Hell (1998) y Guide to Hell (1999). Peter Adkison, presidente de Wizards of the Coast, ordenó a Monte Cook que iniciara la reintroducción. "Cook estaba muy feliz de traer a los demonios y diablos de vuelta. Sintió que su eliminación había sido solo unas "palabrerías insinceras" para las personas que se habían quejado, que si tomaban un Manual de Monstruos y veían una gárgola, todavía pensarían que el juego tenía demonios". Estos suplementos posteriores usaron ambos estilos de terminología indistintamente, ya que los mismos nombres extravagantes habían sido parte de la "mitología" de Dungeons & Dragons durante casi una década. Guide to Hell agregó una explicación interna en el universo sobre la terminología diferente: "Los demonios son engañosos por naturaleza. Una de las formas más comunes en las que enturbian las aguas de la erudición es mediante el uso de varios nombres diferentes".
En el 2000, se comercializó la tercera edición del juego y abordó la demonología de manera mucho más explícita que los materiales de las ediciones anteriores; sin embargo, se dice explícitamente que las relaciones e interacciones con estas criaturas son malignas. El "fervor en torno a Dungeons & Dragons se había calmado, lo que significaba que la tercera edición del juego podía experimentar con nuevos tipos de contenido sin temor a la controversia".

### Libros de reglas con la etiqueta de audiencia madura
En 2002 y 2003, Wizards of the Coast lanzó dos libros con una etiqueta de audiencia madura: Book of Vile Darkness (2002) y Book of Exalted Deeds (2003).
The Book of Vile Darkness agregó "reglas para cosas como la adicción al alcohol y las drogas, canibalismo, mutilación, sacrificio y fetiches sexuales. [...] Hay algunos elementos de Book of Vile Darkness que no han envejecido bien, y algunos jugadores se oponen a la idea de que todo el uso de drogas o el interés en el sadomasoquismo hace que una persona sea inherentemente maligna, pero el contenido del libro no se parece a nada que haya visto impreso hasta ese momento". Tracy Hickman, cocreador de Dragonlance, dijo que el libro era "de mal gusto, basura y degradante" y afirmó que "todos los miedos oscuros que las madres y el clero de todo Estados Unidos tienen sobre D&D ahora, de repente, son ciertos".
Book of Exalted Deeds era la otra cara de Book of Vile Darkness y trataba de "los elementos extremos del buen alineamiento". Incluía "cuestiones éticas con las que la mayoría de los jugadores no se sentirían cómodos al incluirlas en su juego" y "también trataba aspectos de la religión del mundo real y trataba de usarlos en el contexto de Dungeons & Dragons, como los estigmas".

### Final del pánico
En 2016, The New York Times informó que el pánico moral por Dungeons & Dragons había disminuido ya que "las ansiedades de los padres se han dirigidos a vídeos, en particular los que gotean gore", con una mayor preocupación por los videojuegos. Radley Balko, escribiendo para The Washington Post, destacó la conexión con el movimiento de pánico satánico de mayor envergadura que comenzó en la década 1970 y escribió: "Las consecuencias directas de este pánico moral en particular no fueron tan graves como algunas otras. En su mayoría implicó esfuerzos para prohibir el juego y, por supuesto, condujo al ostracismo de los chicos que lo jugaban. [...] [La] tendencia más amplia tuvo algunas consecuencias bastante devastadoras, particularmente dentro del sistema de justicia penal".
El pánico moral sobre Dungeons & Dragons sirvió como elemento de la trama para la cuarta temporada de la serie Stranger Things ambientada a mediados de la década 1980, en la que partes de la población de un pueblo llegan a creer que unas muertes inusuales recientes eran causadas por el club de D&D de la escuela local y su conexión percibida con los rituales satánicos.

### Investigación sobre el juego y el suicidio
La Asociación Estadounidense de Suicidología, los Centros para el Control y la Prevención de Enfermedades de EE. UU. y Salud y Bienestar de Canadá concluyeron que no existe un vínculo causal entre los juegos de fantasía y el suicidio.[cita requerida]
Investigadores fuera del contexto de BADD han investigado el impacto emocional de Dungeons & Dragons desde la década 1980. Los estudios han demostrado que la depresión y las tendencias suicidas no suelen estar asociadas con los juegos de rol. Los sentimientos de alienación no están asociados con los jugadores mainstream, aunque aquellos que están profundamente comprometidos con el juego, y a menudo financieramente, tienden a tener estos sentimientos. Según un estudio, "no existe una correlación significativa entre los años de juego y la estabilidad emocional".
Cuando la Asociación Estadounidense de Suicidología, los Centros para el Control de Enfermedades y el Consejo Nacional de Seguridad (entre otros) investigaron "los niveles de suicidio entre los jugadores de juegos de rol [...] en relación con las estadísticas nacionales sobre suicidio juvenil en Canadá y Estados Unidos […], se descubrió que, si bien el nivel general de suicidios de jóvenes (15-25) era de 5300 por año, solo hubo 128 intentos de suicidio por parte de jugadores registrados por BADD y organizaciones afiliadas entre 1979 y 1988. Además, la mayoría de estos supuestos suicidios eran simplemente recortes de periódicos acumulados sin fuentes fiables, que a menudo se referían a un mismo incidente varias veces. De acuerdo con el número estimado de jugadores de juegos de rol en el país en ese momento, debería haber habido al menos 1060 suicidios de jugadores en el mismo período. En consecuencia, el hallazgo del informe fue que el suicidio entre los jugadores de juegos de rol fue en realidad significativamente más bajo que los promedios nacionales para la edad demográfica de 15 a 25 años".
Un estudio de 2015 sugirió que los psiquiatras no asocian los juegos de rol como Dungeons & Dragons con una salud mental pobre.

## Representaciones culturales y racismo

### Humanos

#### Falta de diversidad racial
En las primeras ediciones de Dungeons & Dragons, los humanos "fueron codificados como culturalmente blancos y representados como racialmente en las ilustraciones de los manuales del juego" - "de los cientos de ilustraciones que representan aventureros en la primera edición y la segunda edición del Manual del Jugador y la Guía del Dungeon Master, no había aventureros que no fueran blancos". El "enfoque eurocéntrico tiene sus raíces en el material fuente, específicamente en las obras de Tolkien". Con el tiempo, se agregaron al juego suplementos que representan culturas de influencia no anglosajona, como Oriental Adventures (1985), Maztica Campaign Set (1991), Al-Qadim: Arabian Adventures (1992) y The Jungles of Chult (1993). Sin embargo, algunos críticos han destacado que muchas de estas representaciones utilizan ciertos tropos problemáticos de grupos étnicos.

#### Asiáticos
En el momento de su lanzamiento, Oriental Adventures (1985) fue un éxito de ventas. Desde entonces, seguidores y diseñadores han criticado cómo el libro representa la cultura asiática. El libro utiliza lo que Edward Said denominó orientalismo: "una forma de reducir la complejidad de la cultura oriental a un conjunto de estereotipos sexistas y racistas problemáticos". Aaron Trammell, en la revista académica Analog Game Studies, destacó específicamente cómo la adición de nuevos puntajes de habilidad, belleza y honor, se enfoca en la apariencia asiática y el valor social. Trammell escribió que "tanto la belleza como el honor muestran cómo el aprecio de Gygax por la cultura oriental se articula a través de un conjunto de mecánicas de juego que cuantifican esta cultura y la comparan con la dinámica invisible y asumida de la cultura estadounidense occidental. Este modo de reduccionismo alienta a los jugadores a imaginar la cultura oriental como si pudiera estar contenida en un solo texto y representada a través de un único escenario de campaña oriental. En su forma más problemática, Oriental Adventures representa un conjunto complejo y multifacético de intereses culturales a través de un conjunto único y singular de mecánicas de juego". El diseñador de juegos Daniel Kwan destacó que el suplemento utiliza representaciones de asiáticos que son "violentos y salvajes, incivilizados y necesitados de salvadores extranjeros y como objetos de fetichización". El libro de configuración de la campaña Kara-Tur: The Eastern Realms (1988) amplió una descripción de cinco páginas sobre "cuatro imperios: Shou Lung (China imperial), T'u Lung (China en guerra), Wa (Tokugawa Japón) y Kozakura (Sengoku Japan)" de Oriental Adventures y agregó un nuevo continente a Forgotten Realms. Si bien Forgotten Realms original de Ed Greenwood no mapeó uno a uno a las culturas del mundo real, a medida que otros autores ampliaron el escenario, las culturas del mundo real se utilizaron como piedra de toque. "Técnicamente, esta práctica comenzó con la cultura de influencia celta de las islas Moonshae, pero Kara-Tur fue la primera gran expansión en esta dirección".

#### Africanos
Chult, una ubicación de inspiración panafricana en Forgotten Realms, fue presentada en Forgotten Realms Campaign Set (1987) por Ed Greenwood. Sirvió como escenario principal de la quinta novela de Harpers, The Ring of Winter (1992), de James Lowder. Luego, se contrató a Lowder para expandir Chult en un libro de escenarios completo que se convirtió en The Jungles of Chult (1993). Lowder escribió la sección del libro de consulta del producto. La aventura "El corazón de la selva" fue escrita por Jean Rabe. Para su sección del trabajo, Lowder extrajo de sus notas de trabajo en The Ring of Winter junto con otras fuentes, "incluidos artículos sobre 'The Dark Continent' de David Howery y 'Arms & Armors of Africa' de Michael J. Varhola, ambos en Dragon #189 (enero de 1993)," y enumeró "los cuentos de Allan Quartermain (1885-1927) de H. Rider Haggard y las historias del Profesor Challenger (1912-1929) de Arthur Conan Doyle " como "inspiraciones pulp". El artículo de "The Dark Continent" describe a los habitantes humanos como "de piel oscura con cabello muy rizado, mientras que sus otras razas incluyen pigmeos y 'bosquimanos'. En este entorno, las caravanas de esclavistas asaltan las aldeas tribales, que sobreviven de la agricultura y la caza de subsistencia. Siguieron seis páginas minuciosamente investigadas que detallan el armamento africano, citando ocho textos antropológicos o históricos". La principal ciudad de Chult, Mezro, se describe en esta segunda edición del libro como un rival de "algunos de los centros de población más 'civilizados' de Faerûn". Para la cuarta edición, Chult se vio afectado por el desastre: "la civilización humana es prácticamente inexistente aquí, aunque una colonia amniana y un puerto patrocinado por Baldur's Gate se aferran a las costas del norte, y algunas tribus, algunos nobles salvajes, otros caníbales depravados, deambulan por las interior". Cecilia D'Anastasio, para Kotaku, escribió que el escenario de la campaña "ha sido descartado como sordo". A instancias de Lowder, Mezro volvió a existir en la Tumba de la aniquilación de 2017.
Tomb of Annihilation (2017), un módulo de aventuras para la quinta edición de D&D, fue criticado tanto por Paste como por Kotaku por la descripción del libro del escenario de Chult. Cameron Kunzelman, para Paste, escribió: "Es importante tener en cuenta que las selvas y los peligros también tienen una ligera sensación de 'África más oscura', y la gente de Chultan es de piel oscura". Kunzelman destacó que "lugares como el diseño de Batiri, una cultura de duendes que usan enormes máscaras tribales y literalmente se apilan unos encima de otros para hacer un 'pilar tótem' para la guerra". Cecilia D'Anastasio, para Kotaku, escribió "mientras que muchos jugadores con los que hablé disfrutaron de cómo la historia y las estructuras políticas de Chult se expandieron en Tomb of Annihilation, todavía no estaban impresionados por su ejecución. Su escenario es una amalgama de culturas africanas, un tropo frecuente en los medios del siglo XX que aplana la dimensionalidad de las experiencias humanas en el continente, que contiene cientos de grupos étnicos".

### Humanoides y monstruos
El libro Fundamentals of Game Design (2013), que no es de D&D, afirma: "en los juegos de rol, la raza se refiere a grupos de humanoides reales y fantásticos, como humanos, enanos, elfos, gigantes, etc. Un mejor término sería especie, pero raza es el término establecido por convención". Chris Van Dyke, en Race in Dungeons & Dragons, escribió que "los humanos son la raza normativa, y dada la representación anglocéntrica de la cultura humana en el juego, los humanos pueden interpretarse como representantes de 'personas blancas'. Son 'normales', mientras que todas las demás razas, ya sean buenas o malas, son hasta cierto punto 'exóticas' y otrificadas".
Históricamente, algunas razas en Dungeons & Dragons han sido descritas automáticamente como malvadas, y un crítico afirma que han sido descritas con "lenguaje usado para denigrar a los pueblos no blancos del mundo real, específicamente a los asiáticos o etnia negra". Otro crítico considera que cualquier representación de una raza ficticia o un "grupo de personas inteligentes como inherentemente malvadas alimenta la noción de estereotipos dañinos. [...] Además, decidir que los orcos son intrínsecamente menos inteligentes que otras razas también toca temas dañinos de la eugenesia y la creencia de que algunas personas son menos inteligentes únicamente debido a su genética". Matthew Gault, de Wired, destacó el tema como "complicado y tenso. Está ligado a una historia de estereotipos raciales y fantasías de poder nerd".
Sin embargo, en 2022, el académico Christopher Ferguson informó que el juego "no estaba asociado con actitudes de mayor etnocentrismo (una faceta del racismo)" después de realizar un estudio de encuesta de 308 adultos (38,2% no blancos y 17% jugadores de Dungeons and Dragons). Ferguson concluyó que Wizards of the Coast puede estar respondiendo a un pánico moral similar al que rodeó al satanismo en la década 1990.

#### Orcos

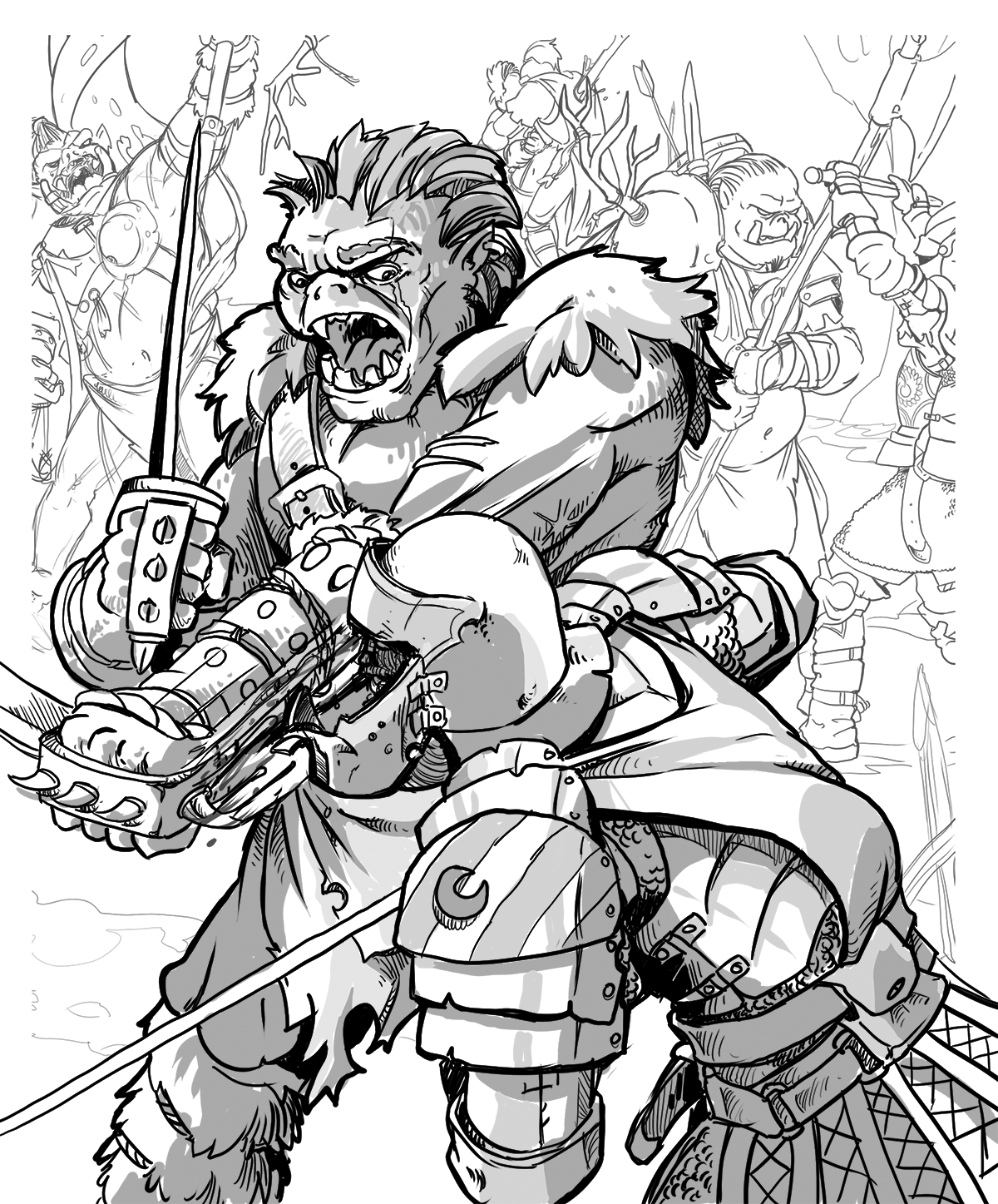
Los orcos fueron popularizados por el autor de fantasía J. R. R. Tolkien y se encuentran presentes en muchos juegos de fantasía.

La representación moderna de los orcos se origina con El señor de los anillos de J. R. R. Tolkien, que los representa como "versiones trastornadas y repulsivas" de los estereotipos mongoles y "criaturas humanoides inherentemente malvadas". Las representaciones de orcos en Dungeons & Dragons (1974) y Advanced Dungeons & Dragons (1977) fueron las primeras apariciones importantes de orcos fuera del trabajo de Tolkien. Helen Young, una académica australiana, destacó que las descripciones de los cuerpos de los orcos "resuenan con estereotipos racistas antinegros" y una "comparación con animales, particularmente cerdos, es común en casi todas las ediciones de D&D hasta el presente. [...] Que los cuerpos de los orcos son violentos y beligerantes se reitera una y otra vez con cada número de una nueva edición de las reglas de D&D ". Chris Sims, en la cuarta edición del libro Wizards Presents: Races and Classes (2007), escribió "donde los enanos se reúnen y construyen, los orcos buscan y destruyen, y donde los enanos son obedientes e industriosos, los orcos son traicioneros y perezosos".
Algunos ven a los orcos como una representación del Otro, "un concepto filosófico utilizado para pintar culturas enteras como inferiores o malvadas porque eran diferentes". Gabrielle Lissauer, en The Tropes of Fantasy Fiction, destacó que el escenario de la campaña de Eberron subvierte la presentación racial clásica de los orcos como salvajes. En cambio, Lissauer escribió que "estos orcos están interesados en la paz y en mantener el mundo a salvo. [...]. Solo quieren vivir en armonía con la naturaleza".
Sin embargo, la noción de orcos como tropo racista es controvertida. La académica de estudios germánicos Sandra Ballif Straubhaar argumenta en contra de las "acusaciones recurrentes" de racismo en la Tierra Media de Tolkien, afirmando que "un mundo policultural y polilingüe es absolutamente central" para el escenario de El Señor de los Anillos en la Tierra Media, y que los lectores y los cinéfilos lo verán fácilmente. El estudio de Ferguson de 2022 informó que "solo el 10,2% encontró ofensiva una descripción de los monstruos orcos como inherentemente malvados".

#### Elfos oscuros
Los drow se representan como una raza secundaria de elfos malvados, asesinos y de piel oscura que se mencionaron por primera vez en la primera edición del Manual de Monstruos (1977). El drow Drizzt Do'Urden, el personaje más famoso de Dungeons & Dragons, "comúnmente se presenta como la única excepción: un héroe que superó su cultura malvada para convertirse en una buena persona". James Wyatt, en Wizards Presents: Races and Classes (2007), destacó que "Drizzt Do'Urden es un héroe convincente debido a la sociedad malvada en la que creció, el miedo y los prejuicios que enfrenta en el mundo de la superficie, y el odio que sienten otros drows de Menzoberranzan aún se mantienen para él". Algunos críticos han destacado que los drow están conectados con la "idea racista de que las personas que no son blancas son inherentemente malas". En el libro Dungeons and Dragons and Philosophy, el autor James Rocha afirma que la diferencia entre los drow y los elfos oscuros en el escenario de Forgotten Realms tiene sus raíces en estereotipos racistas: "una aceptable raza oscura de piel más clara al lado de solo con las excepciones más raras en la raza más oscura, que se piensa que es inherentemente malvada, refleja la historia estadounidense de una manera muy incómoda". : 98 El autor afirma además su opinión de que las descripciones de los elfos del bosque y los elfos del sol en los Reinos Olvidados utilizan estereotipos de nativos americanos y asiáticos, respectivamente, y los enanos en Greyhawk "parecen tener rasgos que los antisemitas asocian con el pueblo judío".
El 26 de junio de 2020, Netflix y Hulu quitaron de sus plataformas el episodio titulado "Advanced Dungeons & Dragons" de la serie de televisión Community, debido a escenas en las que el personaje Chang interpretaba a un elfo oscuro luciendo orejas postizas puntiagudas y maquillaje similar al infame estilo blackface. Un comunicado de Sony Pictures Television dijo que el estudio apoyó la decisión de eliminar ese episodio.

### Intentos de abordar cuestiones raciales en la quinta edición deD&D
En marzo de 2020, Christian Hoffer, para ComicBook, destacó que Explorer's Guide to Wildemount reutiliza las estadísticas de carreras de orcos de Eberron: Rising From the Last War en lugar de las estadísticas publicadas originalmente en Volo's Guide to Monsters . Algunas de las diferencias incluyen no tener una penalización de estadísticas de inteligencia y el rasgo "Amenazante". Hoffer escribió que el libro "da un paso importante al especificar que ninguna raza de criaturas inteligentes inherentemente malvados, ni son inherentemente menos inteligentes que otras razas. Si bien muchos todavía ven la idea de 'carrera' en Dungeons & Dragons como problemática, Explorer's Guide to Wildemount al menos elimina uno de los aspectos más problemáticos de esa parte de D&D".
En junio de 2020, Polygon informó que "el equipo de D&D anunció que haría cambios en partes de su línea de productos de la quinta edición que los fanáticos han llamado por ser insensibles. Eso incluye representaciones racistas de un pueblo conocido como Vistani, un análogo en ficción para el pueblo romaní. La compañía también realizará un cambio sustancial en la creación de personajes para ampliar el espectro permitido de tipos de personajes dentro de cada una de las muchas razas del juego". En su declaración oficial, el equipo de D&D escribió: "A lo largo de los 50 años de historia de D&D, algunos de los pueblos en el juego (los orcos y los drow son dos de los principales ejemplos) se han caracterizado como monstruosos y malvados, usando descripciones que son recuerda dolorosamente cómo los grupos étnicos del mundo real han sido y continúan siendo denigrados. Eso no está bien, y no es algo en lo que creemos. A pesar de nuestros esfuerzos conscientes por lo contrario, hemos permitido que algunas de esas antiguas descripciones reaparezcan en el juego".
En julio de 2020, Wizards of the Coast agregó un descargo de responsabilidad de confidencialidad a algunos productos heredados que están a la venta digitalmente. Muchos de estos productos presentan culturas inspiradas en Asia, Mesoamérica y Medio Oriente. Sebastian Modak, para The Washington Post, informó que la comunidad de juegos de mesa ha aprobado ampliamente estos cambios. Modak escribió que "en su declaración que aborda los errores en torno a las representaciones de diferentes pueblos en el universo de D&D, Wizards of the Coast destacó sus esfuerzos recientes para incorporar voces más diversas para crear los nuevos libros de origen de D&D que saldrán en 2021. Pero en una declaración de amplia circulación, Orion D. Black, un diseñador narrativo que fue contratado por Wizards of the Coast durante siete meses, describió un lugar de trabajo en el que se sentían tokenizados y abandonados. [...] Estas conversaciones, en torno a las representaciones de la raza y el supuesto trato de los empleados de entornos e identidades marginados, han alentado a los jugadores a buscar otras experiencias de juego de rol de mesa".
En diciembre de 2020, Matthew Gault, para Wired, informó positivamente sobre las mesas redondas que Wizards of the Coast ha organizado con fanáticos y líderes de la comunidad sobre diversidad e inclusión. Sin embargo, Gault también destacó que otros esfuerzos, como las revisiones de material antiguo y el lanzamiento de material nuevo, han sido menos grandes y, en ocasiones, mínimos. Gault escribió: "Parece que WotC está tratando de cambiar las cosas, pero sigue tropezando y, a menudo, son los fanáticos quienes recogen los pedazos. Reddit y otros foros en línea contienen docenas de revisiones [...]. WotC está tratando de hacer cambios, pero a menudo se siente como una palabrería. [...] Las voces más fuertes que critican a D&D en este momento lo hacen por amor. No quieren verlo destruido, quieren que cambie con los tiempos".

#### Tasha's Cauldron of Everything
En noviembre de 2020, Wizards of the Coast publicó un nuevo libro de consulta, Tasha's Cauldron of Everything (2020), que incluye nuevas reglas opcionales de creación de personajes, incluidas reglas raciales actualizadas. Jeremy Crawford, diseñador principal de reglas, sobre los cambios en las bonificaciones de puntaje de habilidad racial dijo: "Contrariamente a lo que mucha gente podría pensar, esos aumentos de puntaje de habilidad que se encuentran en esas diferentes opciones, no están ahí para fines de equilibrio del juego. Están allí estrictamente para reforzar los diferentes arquetipos que han estado en D&D desde los años 70. [...] Realmente ha sido solo sobre el refuerzo del arquetipo". Io9 destacó que "esta ampliación de las habilidades e ideales en la creación de personajes, que hasta ahora se han vinculado explícitamente a los estereotipos raciales, es el primer paso en los planes recientemente revelados de Wizards of the Coasts para abordar cuestiones de raza e inclusión dentro de Dungeons & dragones [...] Para Crawford, no se trata solo de abordar el sesgo y los privilegios de larga data en las carreras del juego [...] sino también dar a los jugadores la libertad de elegir la carrera que quieran mientras crean un personaje que no se siente como un ejemplo específico de esa carrera".
Charlie Hall, para Polygon, destacó su decepción con las reglas raciales opcionales en Tasha's Cauldron of Everything . Él escribió: "A principios de este año, el editor admitió que había cometido errores relacionados con su representación de la raza en el pasado, y se comprometió a realizar cambios en la estructura de D&D para hacerlo más acogedor y más flexible. Esos cambios, como se detalla en Tasha's Cauldron, son extremadamente débiles. La guía es, más o menos, ignorar las reglas para la creación de personajes y simplemente hacer lo que se siente bien. [...] Está muy lejos de establecer un nuevo precedente progresivo para el juego de rol original". Sobre la personalización del origen en Tasha's Cauldron of Everything, Liam Nolan, para CBR, escribió, "una de las mayores controversias en torno a Dungeons & Dragons ha sido el enfoque prescriptivista del juego sobre la raza y la forma en que adopta estereotipos problemáticos. [...] Si bien los orígenes personalizados no deshacen nada del daño que se ha hecho, sí brindan un camino a seguir para hacer que Dungeons & Dragons sea más accesible y menos problemático". Corey Plante, de Inverse, también destacó las opciones de personalización en Cauldron of Everything de Tasha y escribió, "hasta cierto punto, este tipo de flexibilidad podría poner en peligro la identidad central de las razas y clases del juego. [...] Los tradicionalistas pueden desaprobar estas reglas si sus lealtades se basan en ediciones anteriores y sus estructuras de juego más rígidas. Pero un factor importante en explosión de popularidad de D&D en los últimos años tiene que ver con la 5ª edición, la versión más flexible y accesible del juego jamás creada. [...] Este tipo de innovaciones creativas dirigidas a la diversidad y la inclusión pueden alejar a los tradicionalistas del juego, pero es totalmente increíble imaginar lo que los jugadores podrían inventar".

## Objeciones de grupos

### Prisiones

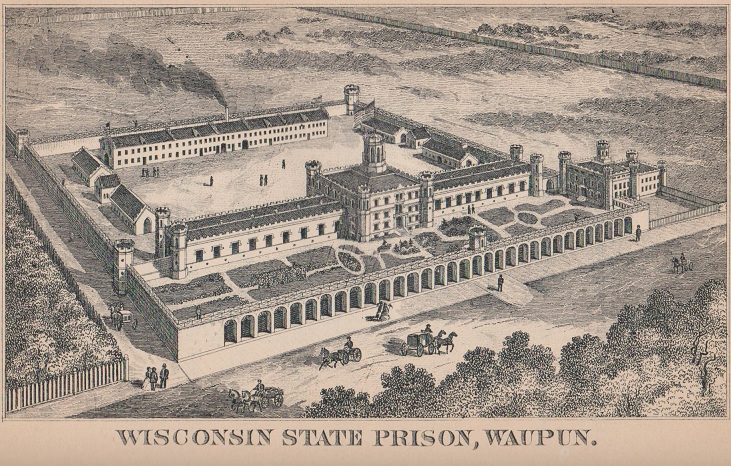
Prisión estatal de Waupun en 1895.

En 2004, la prisión de Waupun de Wisconsin prohibió jugar a Dungeons & Dragons, argumentando que promovía actividades relacionadas con pandillas. La política entró en vigor en base a una carta anónima de un recluso que decía que los reclusos presos que jugaban al juego estaban formando una "pandilla". Cuando la prohibición entró en vigor, la prisión confiscó todos los materiales relacionados con D&D. El recluso Kevin T. Singer, un jugador dedicado del juego, sentenciado a cadena perpetua por homicidio en primer grado, trató de anular la prohibición, diciendo que violaba sus derechos de la Primera Enmienda. Sin embargo, el 25 de enero de 2010, el Tribunal de Apelaciones del Séptimo Circuito de EE . UU. confirmó la prohibición como una "política razonable".
Otras prisiones tienen una prohibición general de los juegos de rol, como la Institución Correccional del Estado de Idaho. Sin embargo, no todas las prisiones prohíben Dungeons & Dragons. Algunas prisiones prohíben componentes del juego bajo otras políticas, por ejemplo, prohibir los dados para reducir las apuestas. Como resultado, "los jugadores de la prisión han ideado una variedad de formas ingeniosas de hacer tiradas, desde hacer ellos mismos los dados ilícitos hasta diseñar intrincados giros con baterías y clips". En las prisiones donde el juego está permitido, los jugadores a menudo tienen que crear "materiales como miniaturas, mapas y hojas de personajes" del juego a partir de objetos permitidos. "Aunque estos materiales puedan parecer benignos para cualquiera que esté familiarizado con los juegos de mesa, muchos reclusos le dirán que no es raro que los oficiales penitenciarios confundan sus materiales de juego con algo más nefasto". Melvin Woolley-Bey, encarcelado en el Centro Correccional de Sterling, dijo que "un teniente se interesó activamente en desmantelar nuestro juego, tomando nuestras piezas y enviando mapas al tablero para asegurarse de que no fueran planes de escape".

### Objeciones religiosas
En 1987, dos pastores, Peter Leithart y George Grant, publicaron un libro titulado The Catechism of the New Age: A Response to Dungeons and Dragons. Joseph P. Laycock escribió que su libro condenaba los juegos de rol por "permitir demasiada libertad", lo que los autores consideran una puerta de entrada al pensamiento crítico que, a su vez, puede dar lugar a un pensamiento herético.
En 1989, William Schnoebelen, un autor cristiano que ha dicho que es un ex-sacerdote wiccan y satánico, escribió un artículo titulado "Straight Talk on Dungeons and Dragons", que fue publicado por Chick Publications. El artículo resumía D&D como "un programa de alimentación para el ocultismo y la brujería. [...] Dungeons and Dragons viola el mandamiento de I Ths. 5:22 'Absteneos de toda especie de mal.'" Afirmó que los rituales descritos en el juego eran capaces de conjurar demonios malévolos y producir otros efectos del mundo real. El artículo acusó además a la Guía del Dungeon Master de celebrar a Adolf Hitler por su carisma. En 2001, Schoebelen escribió una continuación titulada "¿Debería un cristiano jugar Dungeons & Dragons?" Estos ensayos retratan a Dungeons & Dragons como una herramienta para que los grupos satánicos de la Nueva Era introduzcan conceptos y comportamientos que se consideran contrarios a la "enseñanza y moralidad cristianas". Schnoebelen escribió en 2006: "A fines de la década 1970, un par de escritores de juegos se acercaron a mi esposa y a mí como 'hechiceros' prominentes en la comunidad. Querían asegurarse de que los rituales fueran auténticos. En su mayor parte, lo son". Este artículo se enfocó en contrastar la cosmovisión cristiana y la cosmovisión de fantasía de D&D. Escribió que "estar expuesto a todas estas ideas de magia en la medida en que el juego lo requiere no puede sino ayudar a tener un impacto significativo en la mente de sus jugadores".

## Disputas comerciales en TSR

### David Arneson
El éxito comercial del juego condujo a demandas iniciadas en 1979, luego nuevamente en 1985, con respecto a la distribución de los pagos de regalías entre los co-creadores de Dungeons & Dragons, Dave Arneson y Gary Gygax. Específicamente en cuestión estaban las regalías de AD&D, un producto por el cual TSR no reconoció los reclamos de propiedad intelectual de Arneson. Esas demandas se resolvieron fuera de los tribunales en 1981. "En los editoriales de la revista Dragon, Gygax comenzó a sacar a Arneson de la historia de D&D, al menos como algo más que un tipo con algunas buenas ideas" y comenzó a referirse al juego Blackmoor de Arneson como una "campaña de fantasía modificada de Chainmail ". En 1997, Peter Adkison le pagó a Arneson una suma no divulgada para liberar a Dungeons & Dragons de las regalías adeudadas a Arneson; esto permitió a Wizards of the Coast cambiar el título de Advanced Dungeons & Dragons a simplemente Dungeons & Dragons. En 2004, Arneson dijo: "Nos vemos en las convenciones. Él hace lo suyo y yo lo mío. No hay apuñalamientos entre uno a otro por la espalda".

### Hermanos Blume

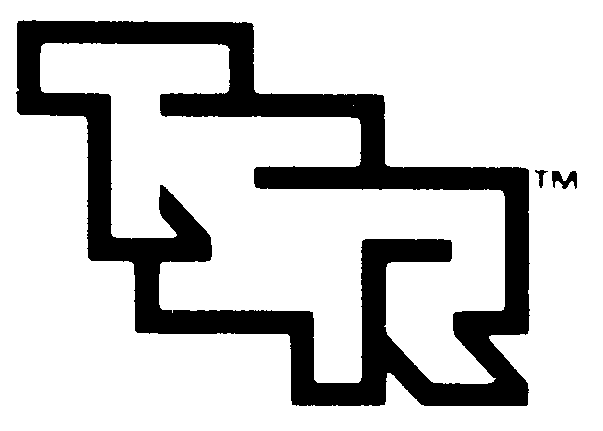
Logotipo de TSR, Inc.

Gygax se vio envuelto en una lucha política por el control de TSR y disputas relacionadas con el deterioro de la situación financiera de la empresa a principios de la década 1980.
Los problemas de Gygax se originaron en julio de 1975, tras la muerte del cofundador Don Kaye. Gygax y Brian Blume reorganizaron su empresa de una sociedad a una corporación llamada TSR Hobbies. Gygax poseía 150 acciones, Blume poseía las otras 100 acciones y ambos tenían la opción de comprar hasta 700 acciones en cualquier momento en el futuro. Pero TSR Hobbies no tenía nada que publicar: Dungeons & Dragons todavía era propiedad de la sociedad tripartita formada por Gygax, Blume y Donna Kaye, la viuda de Don, y ni Gygax ni Blume tenían el dinero para comprar sus acciones.
Blume persuadió a un Gygax reacio a permitir que su padre, Melvin Blume, comprara las acciones de Donna, y esas se convirtieron en 200 acciones en TSR Hobbies. Además, Brian compró otras 140 acciones. Estas compras redujeron a Gygax del accionista mayoritario con control de la empresa a accionista minoritario; efectivamente se convirtió en el empleado de los Blumes. Luego, en 1980, Brian Blume persuadió a Gygax para que permitiera que el hermano de Brian, Kevin, comprara las acciones de Melvin Blume. Esto le dio a los hermanos Blume una participación mayoritaria, y en 1981, Gygax y los Blume estaban cada vez más en desacuerdo sobre la gestión de la empresa.
En 1982, de acuerdo con las recomendaciones de la American Management Association, TSR Hobbies agregó tres directores "externos" a la junta, además de Gygax y los hermanos Blume. Al año siguiente, los Blumes decidieron dividir TSR Hobbies en dos entidades. Mientras que Kevin Blume se convirtió en presidente de TSR Inc., Gygax fue nombrado presidente de TSR Entertainment, y los Blume lo enviaron a Hollywood para desarrollar oportunidades de cine y televisión. En 1984, aunque TSR Inc. era el líder de la industria de los juegos, con una recaudación de 30 millones de dólares, apenas alcanzaba el punto de equilibrio y tenía deudas de 1,5 millones de dólares. Los hermanos Blume comenzaron a buscar a alguien para comprar la empresa. Cuando Gygax escuchó que se estaba comprando TSR, regresó a Lake Geneva. Después de investigar un poco las finanzas de la empresa, Gygax acusó que la crisis financiera se debió a la mala gestión de Kevin Blume: exceso de inventario, exceso de personal, demasiados automóviles de la empresa y algunos proyectos cuestionables (y costosos), como desenterrar un naufragio del siglo XIX.
Gygax ahora persuadió a los tres directores externos para que destituyeran a Kevin Blume como presidente por mala gestión financiera. La votación final fue 4-1, con la abstención de Brian Blume. Sin embargo, los directores externos todavía creían que los problemas financieros de la empresa eran terminales y que sería necesario vender TSR. En un esfuerzo por evitar esto, en marzo de 1985, Gygax ejerció su opción sobre acciones de 700 acciones, otorgándole 850 acciones y el control mayoritario. Se nombró a sí mismo presidente y director ejecutivo y, para brindar cierta estabilidad financiera a TSR, contrató a una gerente de la empresa, Lorraine Williams, quien despidió a los tres directores externos.
Traer a Williams a bordo resultó contraproducente para Gygax cuando, en octubre de 1985, Brian Blume reveló que había activado su propia opción de 560 acciones, y luego él y su hermano Kevin habían vendido todas sus acciones a Williams, dándole poco más de 1000 acciones y haciéndola el accionista mayoritario. Gygax llevó a TSR a los tribunales en un intento por bloquear la venta de las acciones de los Blumes a Williams, pero perdió y Williams reemplazó a Gygax como presidente y director ejecutivo. Williams dejó en claro que Gygax no haría más contribuciones creativas a TSR, y varios de sus proyectos se archivaron de inmediato y nunca se publicaron.
Las ventas de D&D alcanzaron US$29 million en 1985, pero Gygax, al ver que su futuro en TSR era insostenible, renunció a todos sus cargos en TSR en octubre de 1986 y resolvió sus disputas con TSR en diciembre de 1986. Según los términos de su acuerdo con TSR, Gygax conservaba los derechos de Gord the Rogue, así como de todos los personajes de D&D cuyos nombres eran anagramas o juegos de palabras con su propio nombre (por ejemplo, Yrag y Zagyg). Sin embargo, perdió los derechos de todo su otro trabajo, incluido el Mundo de Greyhawk y los nombres de todos los personajes que había usado en el material de TSR, como Mordenkainen, Robilar y Tenser.
Después de que Wizards of the Coast comprara TSR en 1997, Gygax escribió el prefacio de la aventura Return to the Tomb of Horrors de 1998, un himno a la aventura original de AD&D de Gygax, Tomb of Horrors. También volvió a involucrarse en las páginas de la revista Dragon, escribiendo para la columna "Up on a Soapbox" desde el número 268 (enero de 2000) hasta el número 320 (junio de 2004).

## Disputas de licencias y marcas registradas

### Tolkien

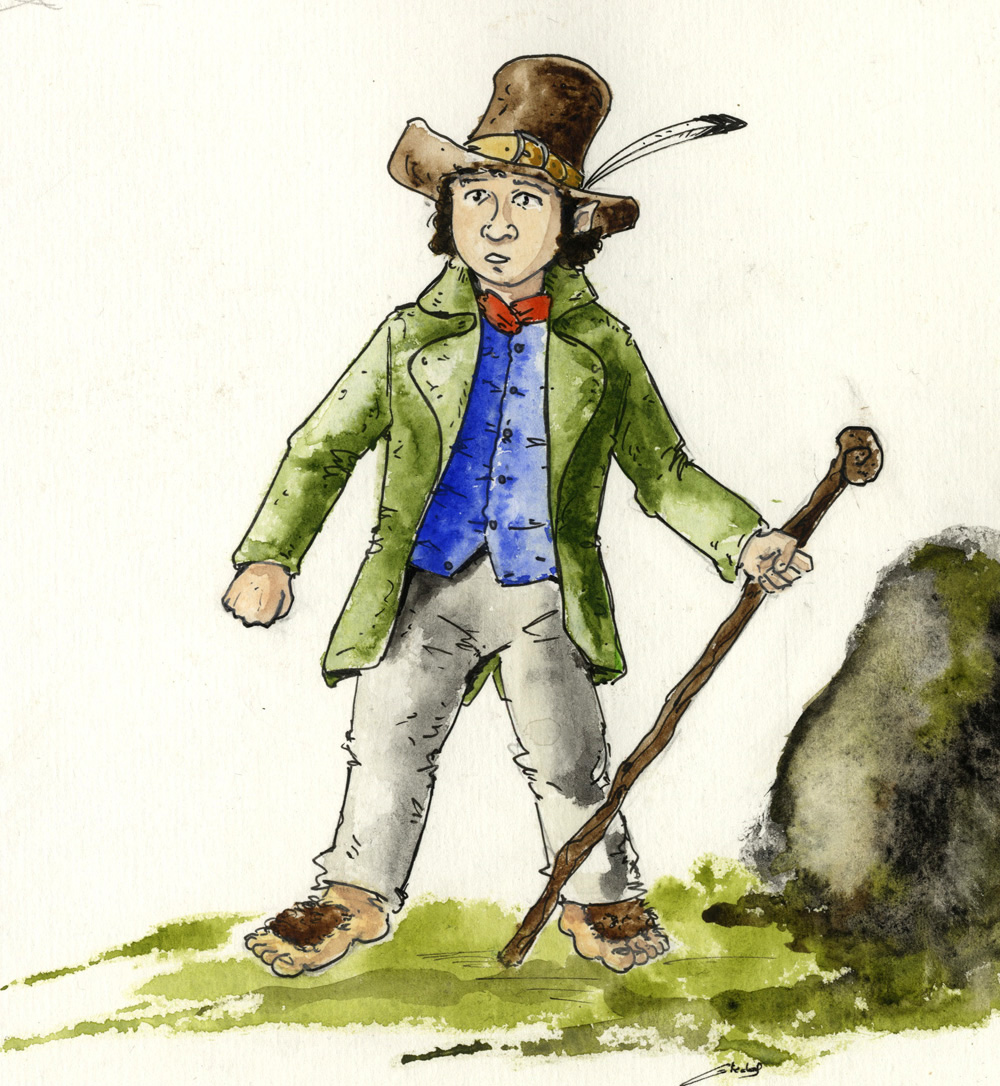
Fan art que representa a un hobbit.

Las referencias en las primeras publicaciones de TSR a ciertas criaturas de la mítica Tierra Media de J. R. R. Tolkien se eliminaron o modificaron debido a problemas de propiedad intelectual. Por ejemplo, TSR reemplazó todas las referencias a la raza de personajes de los Hobbits en D&D con su nombre alternativo, Halflings, que fue acuñado por Tolkien pero considerado por TSR como no infractor. En la primera edición de Dungeons & Dragons, la amenaza de acción por derechos de autor de Tolkien Enterprises provocó el cambio de nombre de hobbit a "halfling", ent a " treant " y balrog a "demonio tipo VI [balor]".

### Deities & Demigods
TSR entró en conflicto con la ley de propiedad intelectual con respecto a los Mitos de Cthulhu y Mitos de Melnibonéan, elementos de los cuales se incluyeron en las primeras versiones del manual Deities & Demigods de 1980. Estos problemas finalmente se resolvieron eliminando el material de ediciones posteriores del libro.

### Piratería digital
El 6 de abril de 2009, Wizards of the Coast suspendió todas las ventas de sus productos para los juegos de Dungeons & Dragons en formato PDF desde lugares como OneBookShelf y sus subsidiarias RPGNow.com y DRIVETHRURPG.com. Esto coincidió con una demanda presentada contra ocho personas en un intento de evitar futuras infracciones de derechos de autor de sus libros, e incluyó los productos de Dungeons & Dragons de la cuarta edición que estaban disponibles a través de estos lugares, así como los PDF de todas las ediciones anteriores del juego. 
En 2013, a OneBookShelf se le permitió una vez más vender productos de Dungeons & Dragons a través de una nueva asociación con Wizards of the Coast. Estos productos, desde Advanced Dungeons & Dragons hasta la cuarta edición del juego, se vendieron en el sitio web de DNDClassics. En 2016, OneBookShelf lanzó una nueva tienda digital en asociación con Wizards of the Coast llamada Dungeon Masters Guild (DMsGuild). El sitio DNDClassics fue reemplazado por la nueva tienda DMsGuild. Con la licencia de juego abierto de Dungeons & Dragons de la quinta edición, los editores externos pueden imprimir y publicar contenido basado en el Documento de referencia del sistema (SRD) de la 5.ª edición. DMsGuild llevó eso un paso más allá al permitir que las personas y los editores de terceros creen y vendan contenido basado en Reinos Olvidados. A partir de 2019, el contenido ahora puede basarse en otra propiedad intelectual de Wizards of the Coast, como Ravenloft, Eberron y Ravnica.

### Atari
En diciembre de 2009, Hasbro presentó una demanda contra Atari, alegando que Atari había violado su acuerdo de licencia de Dungeons & Dragons cuando Atari vendió su negocio de distribución europeo a Namco Bandai Partners . Atari fue acusada de sublicenciar parte de sus derechos exclusivos de D&D a Namco Bandai Partners sin autorización. Hasbro también alegó que Namco Bandai había obtenido información confidencial de Hasbro sobre D&D de Atari, y que Namco Bandai se había hecho pasar por un editor de D&D para juegos digitales previamente publicados por Atari. Además, el demandante afirmó que Atari había vendido al menos cuatro de sus subsidiarias involucradas activamente en actividades con licencia de D&D a Namco Bandai mientras negaba cualquier relación entre él y Namco Bandai con respecto a D&D. Atari afirmó que Hasbro trató de recuperar injustamente los derechos otorgados a Atari y ha tratado de resolver el asunto sin la cooperación de Hasbro. El 15 de agosto de 2011, Wizards of the Coast, Hasbro y Atari anunciaron el acuerdo y resolución de la demanda contra Atari y las reconvenciones presentadas por Atari contra Hasbro. Como parte del acuerdo, los derechos de licencia digital para D&D se devolvieron a Hasbro. Atari continuaría desarrollando y comercializando varios juegos bajo licencia de Hasbro y Wizards, incluidos Dungeons & Dragons: Daggerdale y Heroes of Neverwinter para Facebook. Además, como resultado de las ventas de Cryptic Studios a Perfect World Entertainment Inc., la fecha de lanzamiento del videojuego Neverwinter se retrasó hasta finales de 2012.

### Dragonlance
En octubre de 2020, Margaret Weis y Tracy Hickman presentaron una demanda contra Wizards of the Coast por violar un acuerdo de licencia con Weis y Hickman para una nueva trilogía de novelas de Dragonlance. Boing Boing informó que "según la demanda, Weis y Hickman acordaron con Wizards of the Coast producir las nuevas novelas en 2017, culminando la serie y dando a los fans una despedida final. Pero la empresa desconectó en agosto de 2020". En diciembre de 2020, Weis y Hickman presentaron una solicitud para desestimar voluntariamente sin perjuicio de su demanda, y "la presentación señaló que Wizards of the Coast no había respondido formalmente a su demanda, ni habían solicitado un juicio sumario". El agente editorial de Weis y Hickman afirmó unas semanas después de esto que una nueva trilogía de novelas de Dragonlance estaba nuevamente en proceso. En diciembre de 2021, se anunció que la primera novela de la nueva serie, Dragonlance: Dragons of Deceit, saldría a la venta el 9 de agosto de 2022.